# Marcilly (Mancha)
Marcilly é uma comuna francesa na região administrativa da Normandia, no departamento Mancha. Estende-se por uma área de 8,84 km². Em 2010 a comuna tinha 332 habitantes (densidade: 37,6 hab./km²).